# Nyžne Solotvyno
Nyžne Solotvyno, česky také Nižní Solotvina, někdy také Nižní Slatina, ukrajinsky Нижнє Солотвино, maďarsky Alsószlatina, je osada obce Ruski Komarivci v Baranynské územní komunitě, v okrese Užhorod, v Zakarpatské oblasti na západě Ukrajiny. V roce 2025 zde žilo 836 obyvatel.
Na území vsi vyvěrají minerální prameny a na severním okraji území vsi jsou lázně Derenivka, česky také Dereňovka.

## Historie
První písemná zmínka o vsi pochází z roku 1405 a týká se majetkových poměrů. V historických písemných pramenech je ves známá jako „Slatina“. Obdobně se jmenuje potok protékající obcí.
Do uzavření Trianonské smlouvy byla ves součástí Uherska, poté byla součástí Československa. Od roku 1945 byla součástí Ukrajinské sovětské socialistické republiky, která byla součástí SSSR. Od roku 1991 je součástí nezávislé Ukrajiny. V roce 1995 byl ukrajinský název Нижня Солотвина změněn na Нижня Солотвина.